# سیگویدین (سیگله)
سیگویدین شهری در شهرستان سیگله در استان بولکیمده در بورکینافاسوی غربی مرکزی است جمعیت آن ۱۲۰۱ نفر است.